# Susana Giménez

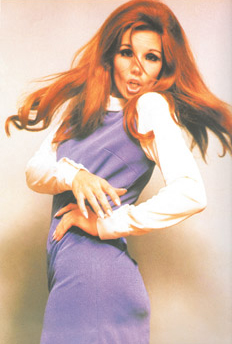
Quảng cáo thương mại của Gimenez

María Susana Giménez Aubert (phát âm tiếng Tây Ban Nha: [suˈsana xiˈmenes]; sinh ngày 29 tháng 1 năm 1944) là một người dẫn chương trình truyền hình, nữ diễn viên, người mẫu và doanh nhân người Argentina. Năm 2012, cô được coi là người nổi tiếng lớn nhất trên truyền hình Argentina bởi công ty truyền thông phát hành tạp chí cùng tên của mình.
Cô là người dẫn chương trình của Susana Giménez, một chương trình truyền hình được đánh giá cao ở Argentina, có định dạng tương tự với Raffaella Carrà (ở Ý và Tây Ban Nha) và Oprah Winfrey  (ở Hoa Kỳ). Chương trình truyền hình của cô là người duy nhất nhận được các ngôi sao quốc tế quan trọng của Hollywood và châu Âu. Năm 1997, cô được trao giải thưởng Golden Martín Fierro. Năm 2002 cô đã giành giải thưởng INTE cho nữ MC truyền hình người Mỹ gốc Tây Ban Nha xuất sắc nhất.

## Tuổi thơ
Giménez là con gái của María Luisa Sanders và Augusto Giménez Aubert. Cô có một tuổi thơ vất vả, bị chia cắt do sự chia tay của cha mẹ. Cô học ở Quilmes, và tốt nghiệp trường La Anunciata Collegiate với tư cách là một giáo viên tiểu học, một nghề mà cô chưa bao giờ thực hành. Trước khi trở nên nổi tiếng, trong một vài năm, Giménez làm thư ký điều hành cho một nhà máy lớn.

## Nghề nghiệp
Nhận ra rằng bản thân muốn một sự nghiệp thú vị hơn, năm 19 tuổi, cô quyết định đi theo các bước của thế giới thời trang và trở thành một người mẫu. Trong một thời gian ngắn, cô trở nên nổi tiếng với quảng cáo truyền hình cho Cadum, một nhãn hiệu xà phòng của Pháp, là khởi đầu cho sự nổi tiếng của cô.
Hầu hết sự nghiệp điện ảnh sau đó của cô là trong những bộ phim hài dành cho người lớn, diễn xuất đối nghịch với Alberto Olmedo, Jorge Porcel và vedette Moria Casán. Giménez đã diễn xuất trong hơn 30 bộ phim, bao gồm bộ phim đình đám La Mary, và 10 vở. Năm 2008, Giménez ra mắt tạp chí của riêng mình có tên là Susana, được xuất bản bởi La Nación. Cô ấy được đăng trên trang bìa của mọi số tạp chí đó. Cô có búp bê thời trang của riêng mình, và đã lập ra 2 thương hiệu nước hoa.

## Đời tư
Năm 1962, khi 17 tuổi, cô kết hôn với doanh nhân Mario Sarabayrouse. Một năm sau, cô hạ sinh cô con gái duy nhất của mình, Mercedes Sarabayrouse Giménez. Năm 1988, cô kết hôn với Huberto Rovirusta, người mà cô đã ly dị vào năm 1998. Cô đã phải trả 10 triệu đô la cho Rovirusta để giải quyết ly hôn. Nhờ cô con gái Mercedes, Giménez có hai đứa cháu, Lucía và Manuel.
Khi ở gia đình, gia đình và bạn bè của cô gọi cô là "Su", và người hâm mộ của cô cũng dùng nó để gọi cô.